# Двурезцовые сумчатые
Двурезцо́вые су́мчатые (лат. Diprotodontia) — самый разветвлённый отряд инфракласса сумчатых. База данных Американского общества маммологов (ASM Mammal Diversity Database, v. 1.10) признаёт 11 семейств, 41 род и 150 современных видов двурезцовых сумчатых, а также 8 видов, вымерших после 1500 года. К двурезцовым сумчатым относятся такие животные, как кенгуру, коала и вомбаты, а также ряд вымерших форм, включая сумчатого льва и крупнейшего представителя сумчатых — дипротодона. 
Представители этого отряда сильно отличаются по размерам, внешнему виду и образу жизни. Самый крупный современный представитель — рыжий кенгуру (Osphranter rufus), взрослые самцы которого могут весить до 100 килограммов, а самый маленький Acrobates pygmaeus весит всего 15 граммов. В большинстве своём это травоядные животные, и лишь некоторые виды вторично насекомоядные и изредка ловят мелких позвоночных. Некоторые виды специализируются на питании соком и нектаром растений.
Разнообразие двурезцовых сумчатых объясняется разнообразием экологических ниш, которые они занимают: представители этого ряда освоили практически все виды наземных ландшафтов тех мест, где они живут. Среди них есть длинноногие жители открытых пространств — кенгуру, летуны из надсемейства Petauroidea, обитающие в кроне деревьев и развившие в себе кожаную перепонку между конечностями, благодаря которой они парят с ветки на ветку. Приземистые вомбаты роют глубокие норы своими длинными когтями, а кускусы имеют цепкие хвосты.

## Распространение
Двурезцовые сумчатые обитают в Австралии, Тасмании, Новой Гвинее и многих островах Юго-Восточной Азии от Сулавеси до Соломоновых островов. Кускусы (вид Trichosurus vulpecula) и валлаби были интродуцированы в Новой Зеландии. Валлаби, сбежавшие из зоопарков и частных владений, образовали дикие популяции в Англии, особенно многочисленные на острове Мэн.
Интересно, что хотя двурезцовые живут и в Австралии и в Новой Гвинее — единой территории до конца максимума последнего оледенения и части доисторического суперматерика Сахул, — сейчас лишь пять видов этого рода обитают и там и там, причём в Австралии они обитают только в Северном Квинсленде и, вероятно, являются поздними пришельцами.
Как уже упоминалось выше, двурезцовые освоили практически все виды наземных экосистем тех мест, где они живут. Единственным исключением является вода — среди представителей этого ряда нет ни одного водного или полуводного вида. Последнее является общей чертой всех сумчатых — из-за выращивания детёнышей в сумке они в принципе не могут освоить водную среду.
В густых тропических лесах живут кускусы и древесные кенгуру (Dendrolagus). В светлых эвкалиптовых лесах и саваннах обитают коалы и разнообразные валлаби. Серые кенгуру предпочитают влажные саванны, где много деревьев, а их рыжие родственники живут даже в сухих полупустынях и пустынях центральной Австралии. Горные валлаби облюбовали каменистые горные склоны, а горные кускусы живут на каменистых склонах высоко в горах, где полгода лежит снег.
Современный ареал многих видов сложился под влиянием людей — например, многие мелкие валлаби некогда жили на значительных пространствах материковой Австралии, но после завоза новых хищников, таких как лисы и кошки, уцелели только на островах, где до сих пор нет этих чужих для местной экосистемы видов. Кроме того, некоторые виды приспособились жить рядом с людьми не только в агроценозах, но даже на окраинах городов.

## Происхождение и характерные черты

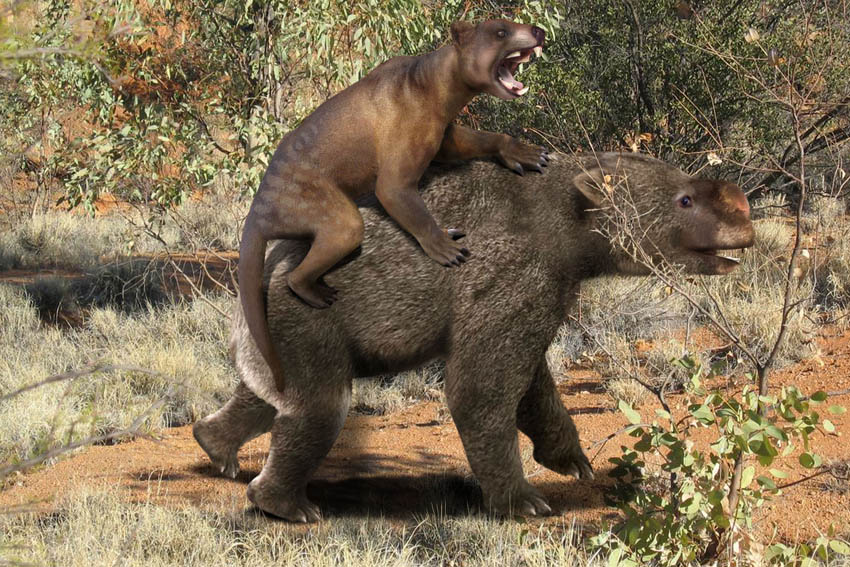
Нападение сумчатого льва на дипротодона. Реконструкция

Двурезцовые известны с позднего олигоцена, окаменелые находки имеют возраст около 25 миллионов лет. Однако многообразие видов дает повод предполагать, что сам отряд является более древним. Анализ данных молекулярно-генетических исследований свидетельствует, что двурезцовые отделились от других представителей надотряда австралийских сумчатых (Australidelphia) примерно между поздним палеоценом и ранним эоценом и разделились на семейства с раннего миоцена, за исключением кенгуровых крыс (Potoroidae) и собственно кенгуровых (Macropodidae) которые разделились примерно в среднем миоцене.
Общими для всех представителей отряда остаются две черты — собственно двурезцовость и синдактилия на задних конечностях. Кроме двурезцовых, больше ни у каких сумчатых одновременно эти два качества не наблюдаются.
Характерной особенностью представителей отряда является строение зубов. Все виды имеют два больших резца на нижней челюсти. Эти большие резцы напоминают строение зубов у другой группы травоядных млекопитающих — грызунов, и имеют такое же назначение — обкусывание растений. При этом большинство видов имеют три пары резцов на верхней челюсти, хотя у вомбатов сохранилась только одна, а некоторые имеют вторую пару маленьких резцов на нижней. Поскольку двурезцовые эволюционировали как травоядные, они потеряли клыки и сейчас на месте, где они должны находиться, никаких зубов нет. Эта потеря была настолько полной, что даже у хищных сумчатых львов клыков не было.

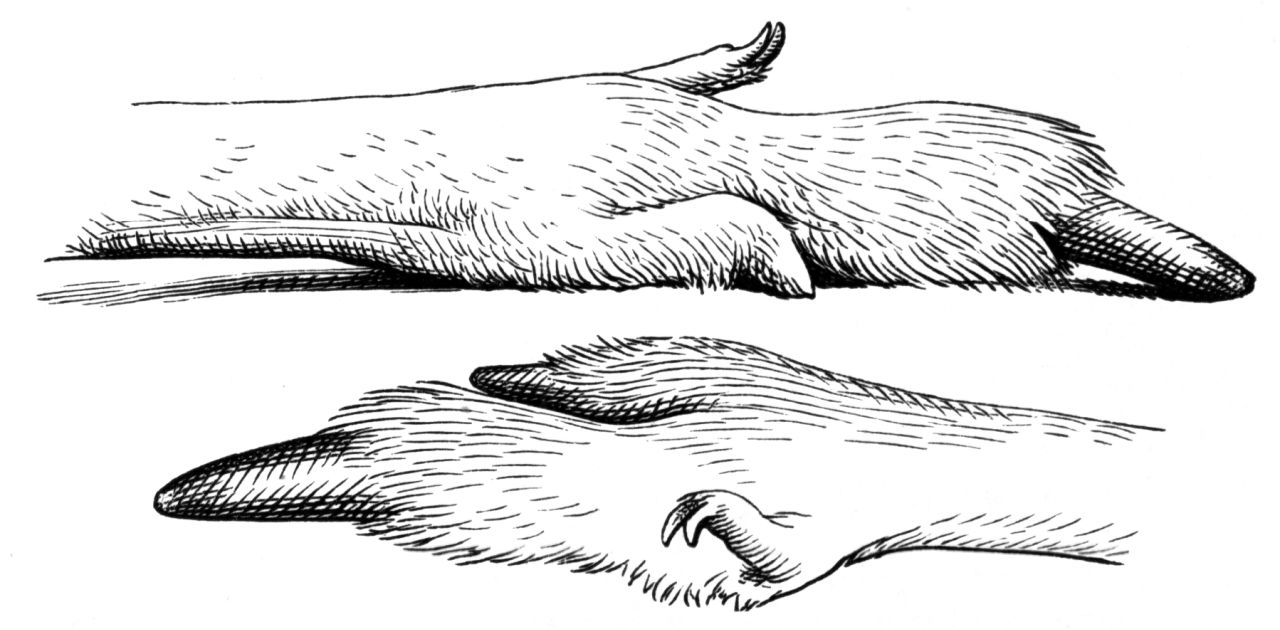
Изображение лапы кенгуру, сбоку виден характерный признак ряда двурезцовых — второй-третий палец с двойными когтями

Второй принципиальной особенностью двурезцовых является синдактилия на задних лапах. Синдактилия в переводе означает сращивание пальцев — у представителей данного отряда второй и третий палец задних конечностей полностью (включая кости) срослись, но при этом сохранили отдельные когти. При этом у многих видов четвёртый палец увеличен, а пятый или очень маленький, или же вообще отсутствует.
Обе характерные черты отряда объясняются их эволюцией. Большие резцы потребовались животным для поедания растений, а синдактилию считают эволюционным приспособлением для лазания по деревьям. Кстати, у многих видов на передних конечностях первые два пальца противостоят другим трём, благодаря чему животные могут обхватывать ветки пальцами и ладонями примерно так, как это делают люди. Это противопоставление так же считается приспособлением к жизни на деревьях, ибо позволяет лучше лазить. Таким образом, двурезцовые возникли как группа относительно небольших травоядных древесных животных. По палеонтологическим данным в позднем олигоцене Австралия была покрыта густыми лесами, контрастирующими с теперешними просторами континента, покрытыми преимущественно скрэбом.
Кроме синдактилии и собственно двурезцовости, представители отряда имеют и другие характерные черты. У них наблюдается редукция верхних резцов до трёх или, в некоторых случаях, даже меньшего числа пар. Селенодонтия верхних моляров — на зубах есть гребни или выступы полулунной формы. Имеются перемычки между большими полушариями, а также значительные области новой коры (неокортекса), тимус в шейном отделе, исключительно сложная морфология нижнечелюстной ямки в основе черепа и некоторые другие особенности строения черепа.
Как типичные сумчатые, двурезцовые имеют сумку, в которой вынашивают детёнышей. У большинства видов сумка открывается вперёд и только у вомбатов и коал — назад. У вомбатов это объясняется тем, что они являются норными животными, которым приходится отбрасывать назад землю при рытье, и земля забивалась бы в открытую спереди сумку. Для коал, живущих на деревьях, подобное строение сумки нелогично, поэтому считается, что она осталась от их наземных предков, живших в норах.
Очень характерную внешность имеют представители семейства кенгуровых (Macropodidae) — их задние ноги очень сильные и длинные и значительно больше передних — с латыни macropos переводится как «большестопые».

## Конвергенция
Несмотря на все разнообразие и своеобразие отряда, среди плацентарных можно найти животных, имеющих очень похожие черты, приобретенные вследствие конвергентной эволюции.
Например, кенгуру во многом напоминают оленей. Голова кенгуру очень похожа на оленью — длинный рот, который нужен чтобы обеспечить место для пережёвывания корма, прямостоячие большие уши, предупреждающие животное о приближении хищников, крупные глаза, обеспечивающие большое поле обзора и позволяющие заметить врага. Олени и кенгуру способны быстро набирать скорость прыжками. И кенгуру и олени параллельно вобрали в себя черты травоядных пастбищных животных, которые питаются не очень калорийной растительной пищей и должны быстро убегать от внезапных нападений хищников.
Карликовые кускусы с их округлыми мордочками, большими, обращёнными вперед глазами, обеспечивающими бинокулярное зрение, и способом лазания по ветвям очень напоминают таких приматов, как лориевые (Loridae). А представители надсемейства Petauroidea напоминают белок.

## Систематика

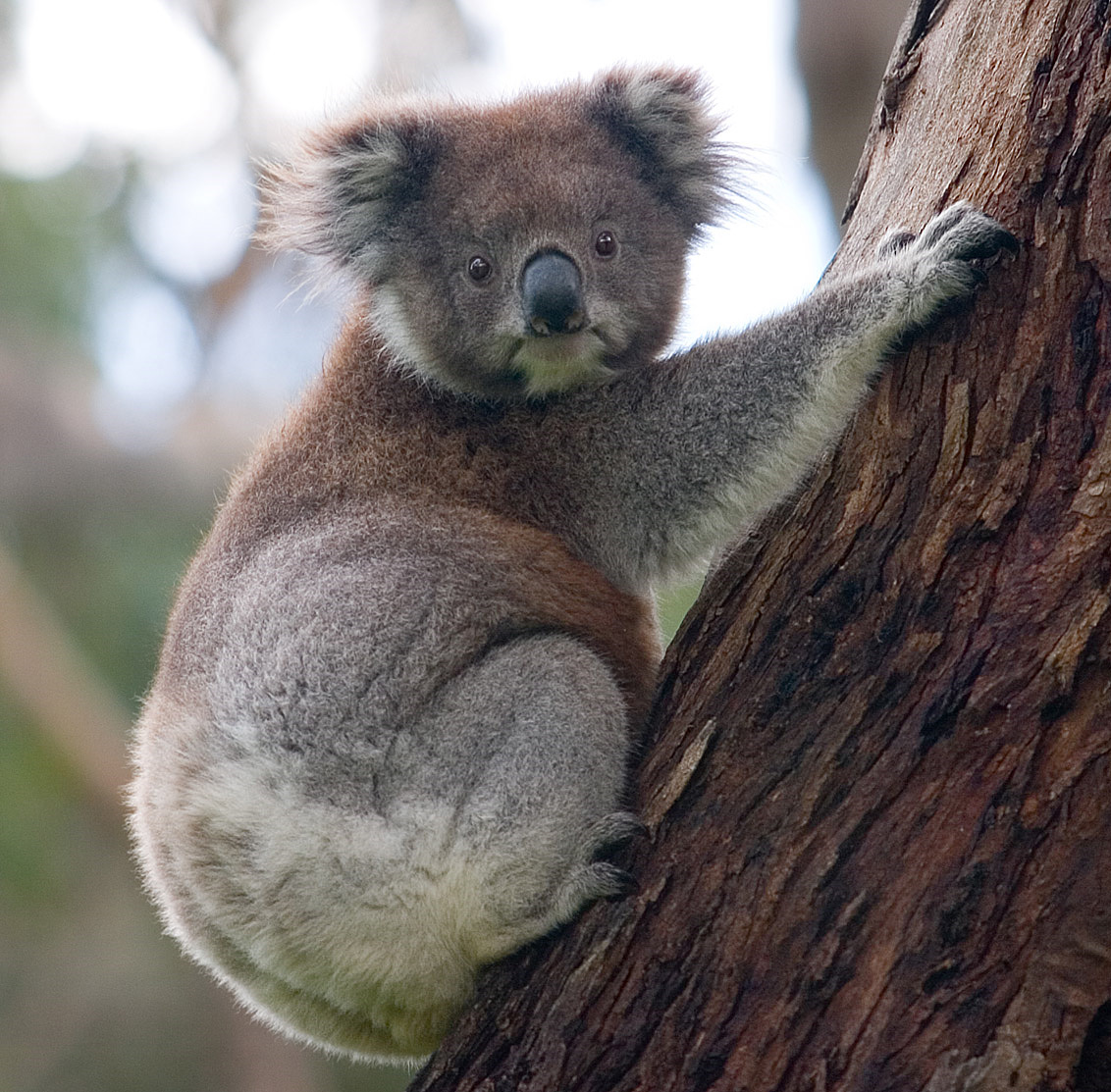
Коала (Phascolarctos cinereus)

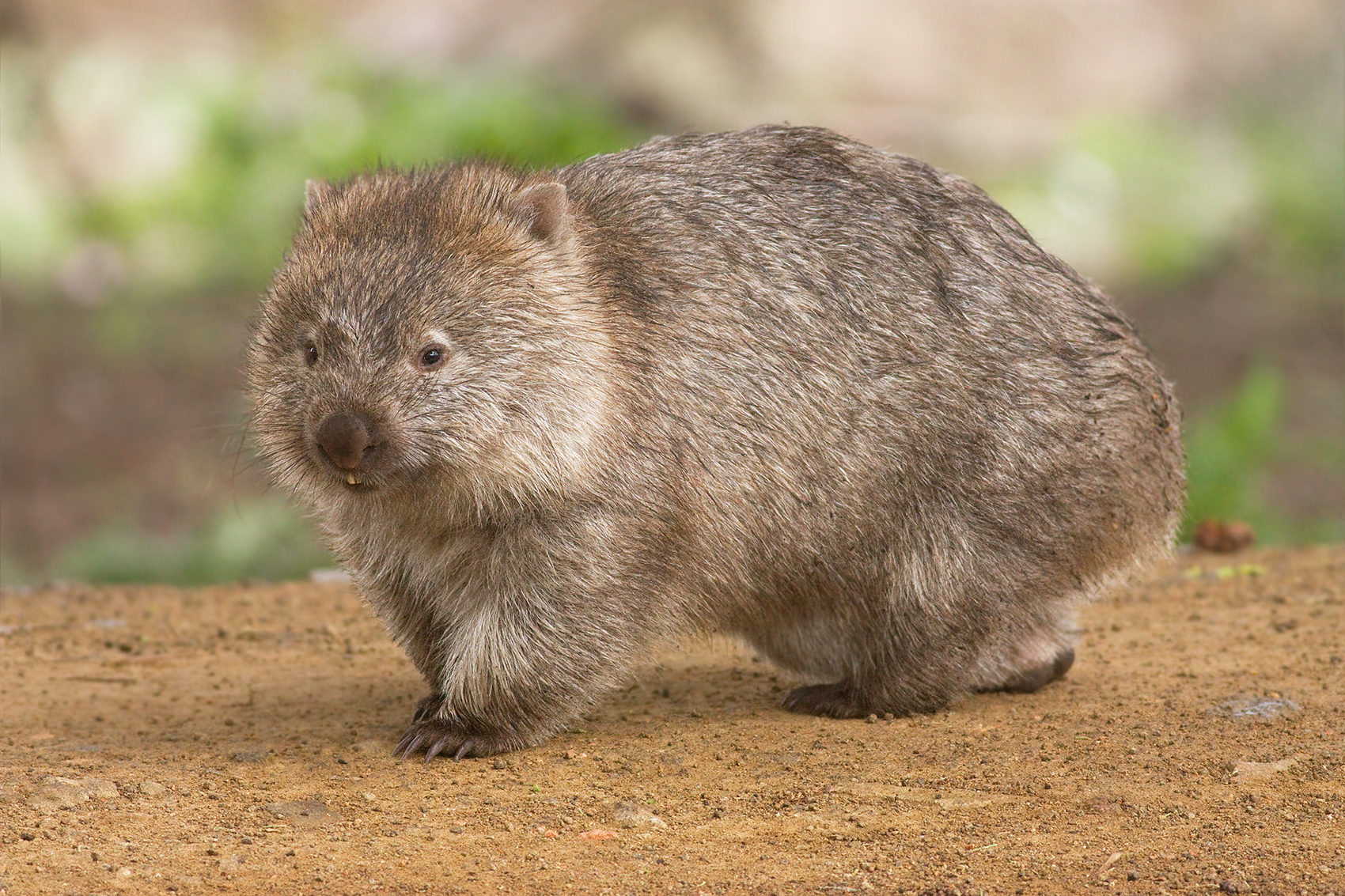
Вомбат медвежий (Vombatus ursinus)

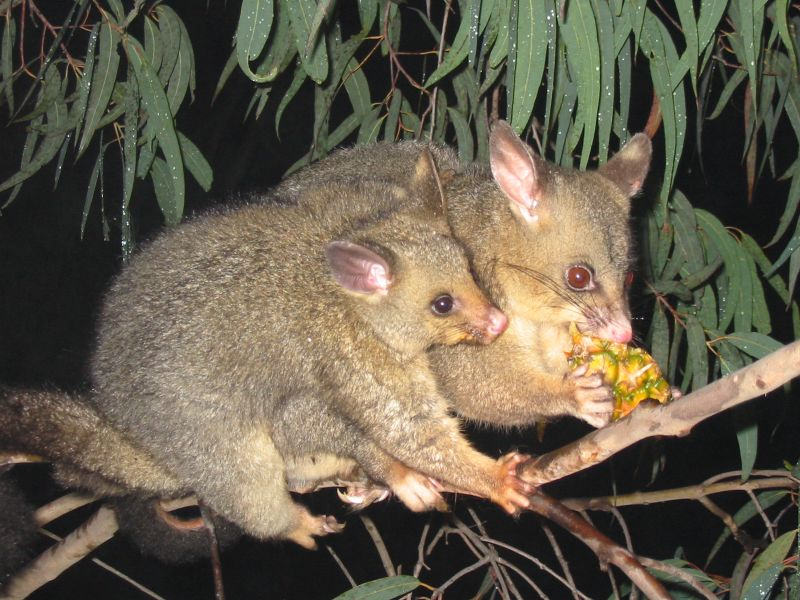
Лисий кузу (Trichosurus vulpecula) — представитель семейства Phalangeridae

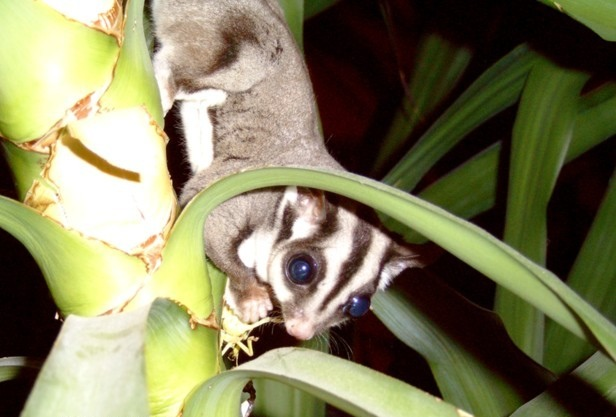
Сахарная сумчатая летяга (Petaurus breviceps) — представитель семейства Petauridae

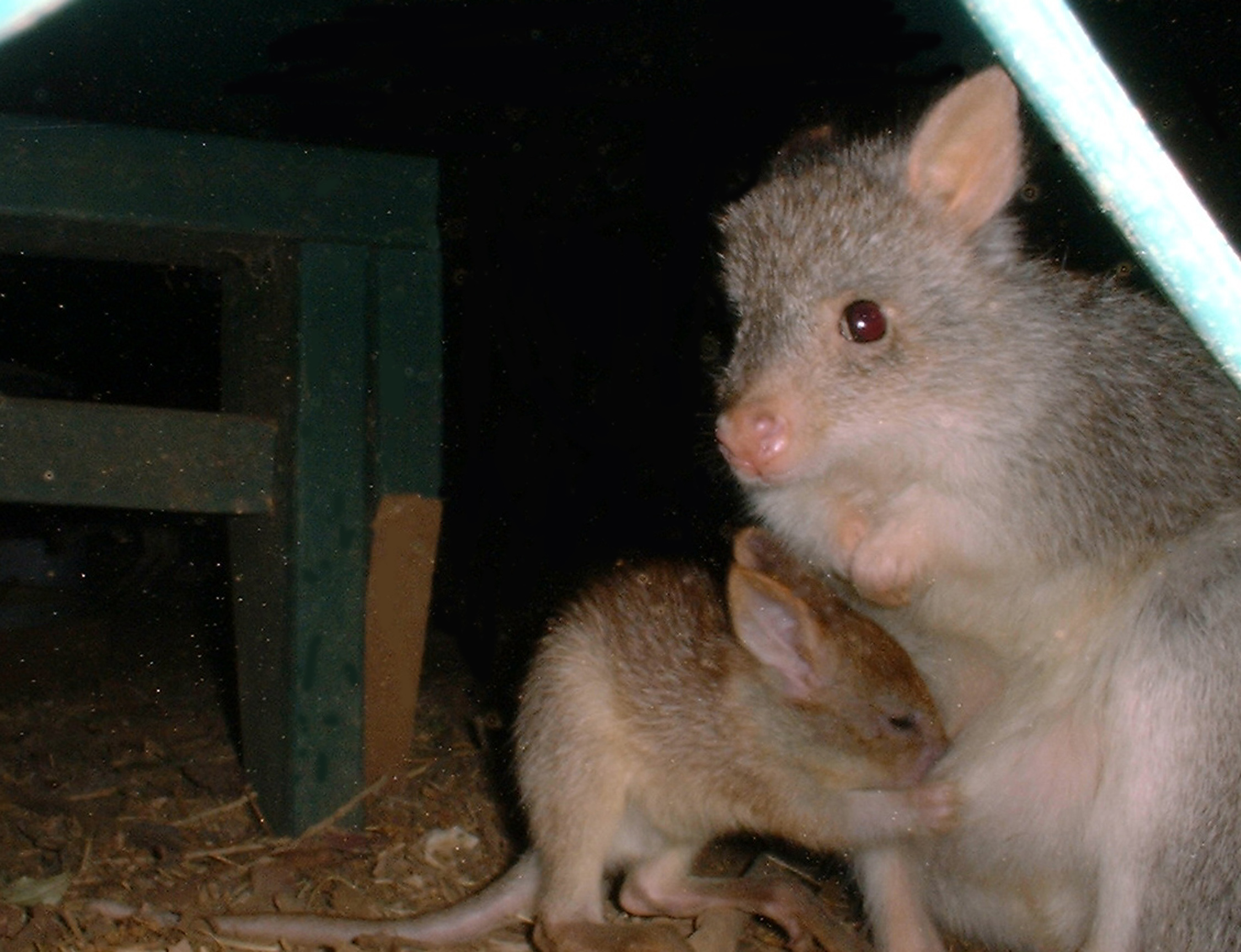
Кенгуровые крысы (Aepyprymnus rufescens)

Отряду впервые дал название «Diprotodontia» Оуэн (Owen) в 1866 году. В 1889 Коуп (Cope) описал их как внесистемную кладу. Через два года в 1891 Флауэр (Flower) и Лидеккер (Lydekker) определили Diprotodontia как подотряд, позже в 1910 году это мнение поддержал Грегори (Gregory).
Двурезцовых включали в различные высшие таксоны. В 1897 году Паркер (Parker) и Гасвел (Haswell) отнесли их к Metatheria, эту классификацию поддержал Новак (Nowak) в 1991 году. Другие же учёные относили их к Marsupialia — Коуп (Cope) в 1889, Флауэр (Flower) и Лидеккер (Lydekker) в 1891, Грегори (Gregory) в 1910, Робертс (Roberts) в 2007. Мунемаса (Munemasa) в 2006 отнёс ряд Diprotodontia к надотряду Australidelphia.
Традиционно более сотни видов двурезцовых разделяют на три большие группы — Vombatiformes, к которой относятся вомбаты (Vombatidae) и коалы (Phascolarctidae), и Phalangerida, которая состоит из двух подгрупп — подгруппа кенгуру (Macropodidae, Potoroidae, Hypsiprymnodontidae) и подгруппа кускусы и поссумы (Phalangeridae, Burramyidae, Petauridae, Pseudocheiridae, Tarsipedidae, Acrobatidae). Эти подгруппы ряд исследователей считают отдельными подотрядами: Macropodiformes и Phalangeriformes соответственно. При таком подходе отряд двурезцовых состоит из 3 подотрядов — Vombatiformes, Phalangeriformes и Macropodiformes.
Vombatiformes являются самым древним ответвлением двурезцовых; их характерным признаком является укороченный хвост и сумка, открывающаяся назад. Phalangerida же является главным филогенетическим стволом ряда.
Монофилия Vombatiformes в целом и двух семейств подотряда — вомбатов и коал — сейчас считается надёжно доказанной. Но идут споры относительно того, является ли Phalangeriformes монофилетической или парафилетической группой. Филогенетические связи внутри Phalangerida не являются окончательно установленным, но похоже, что предложенное Киршем в 1997 году разделение двурезцовых на 3 подотряда не является верным, так как, например, некоторые семейства Phalangeriformes оказались тесно связаны с Macropodiformes. В сводке Illustrated Checklist of the Mammals of the World (2020) приводится пересмотренная классификациях двурезцовых сумчатых, в рамках которой семейства Acrobatidae, Tarsipedidae, Petauridae и Pseudocheiridae перенесены в подотряд Macropodiformes.
По данным Illustrated Checklist of the Mammals of the World (2020), филогенетические взаимоотношения между современными семействами двурезцовых сумчатых могут быть отображены следующей кладограммой (с датами расхождения, в млн лет):
|  | Вомбатовые (Vombatidae)    |
|  |                            |
|  | Коаловые (Phascolarctidae) |
|  |                            |

|  | Кускусовые (Phalangeridae)       |
|  |                                  |
|  | Карликовые поссумы (Burramyidae) |
|  |                                  |

|      | Мускусные кенгуру (Hypsiprymnodontidae)                                                     |
|      |                                                                                             |
| 17,9 | \| \| Кенгуровые крысы (Potoroidae) \| \| \| \| \| \| Кенгуровые (Macropodidae) \| \| \| \| |
|      | \| \| Кенгуровые крысы (Potoroidae) \| \| \| \| \| \| Кенгуровые (Macropodidae) \| \| \| \| |
|      | Кенгуровые крысы (Potoroidae)                                                               |
|      |                                                                                             |
|      | Кенгуровые (Macropodidae)                                                                   |
|      |                                                                                             |

|  | Кенгуровые крысы (Potoroidae) |
|  |                               |
|  | Кенгуровые (Macropodidae)     |
|  |                               |

|      | Хоботноголовые кускусы (Tarsipedidae)                                                                    |
|      | |
| 31,8 | \| \| Сумчатые летяги (Petauridae) \| \| \| \| \| \| Кольцехвостые кускусы (Pseudocheiridae) \| \| \| \| |
|      | \| \| Сумчатые летяги (Petauridae) \| \| \| \| \| \| Кольцехвостые кускусы (Pseudocheiridae) \| \| \| \| |
|      | Сумчатые летяги (Petauridae)                                                                             |
|      | |
|      | Кольцехвостые кускусы (Pseudocheiridae)                                                                  |
|      | |

|  | Сумчатые летяги (Petauridae)            |
|  |                                         |
|  | Кольцехвостые кускусы (Pseudocheiridae) |
|  |                                         |

|      | Хоботноголовые кускусы (Tarsipedidae)                                                                    |
|      | |
| 31,8 | \| \| Сумчатые летяги (Petauridae) \| \| \| \| \| \| Кольцехвостые кускусы (Pseudocheiridae) \| \| \| \| |
|      | \| \| Сумчатые летяги (Petauridae) \| \| \| \| \| \| Кольцехвостые кускусы (Pseudocheiridae) \| \| \| \| |
|      | Сумчатые летяги (Petauridae)                                                                             |
|      | |
|      | Кольцехвостые кускусы (Pseudocheiridae)                                                                  |
|      | |

|  | Сумчатые летяги (Petauridae)            |
|  |                                         |
|  | Кольцехвостые кускусы (Pseudocheiridae) |
|  |                                         |

|      | Мускусные кенгуру (Hypsiprymnodontidae)                                                     |
|      |                                                                                             |
| 17,9 | \| \| Кенгуровые крысы (Potoroidae) \| \| \| \| \| \| Кенгуровые (Macropodidae) \| \| \| \| |
|      | \| \| Кенгуровые крысы (Potoroidae) \| \| \| \| \| \| Кенгуровые (Macropodidae) \| \| \| \| |
|      | Кенгуровые крысы (Potoroidae)                                                               |
|      |                                                                                             |
|      | Кенгуровые (Macropodidae)                                                                   |
|      |                                                                                             |

|  | Кенгуровые крысы (Potoroidae) |
|  |                               |
|  | Кенгуровые (Macropodidae)     |
|  |                               |

|      | Хоботноголовые кускусы (Tarsipedidae)                                                                    |
|      | |
| 31,8 | \| \| Сумчатые летяги (Petauridae) \| \| \| \| \| \| Кольцехвостые кускусы (Pseudocheiridae) \| \| \| \| |
|      | \| \| Сумчатые летяги (Petauridae) \| \| \| \| \| \| Кольцехвостые кускусы (Pseudocheiridae) \| \| \| \| |
|      | Сумчатые летяги (Petauridae)                                                                             |
|      | |
|      | Кольцехвостые кускусы (Pseudocheiridae)                                                                  |
|      | |

|  | Сумчатые летяги (Petauridae)            |
|  |                                         |
|  | Кольцехвостые кускусы (Pseudocheiridae) |
|  |                                         |

|      | Хоботноголовые кускусы (Tarsipedidae)                                                                    |
|      | |
| 31,8 | \| \| Сумчатые летяги (Petauridae) \| \| \| \| \| \| Кольцехвостые кускусы (Pseudocheiridae) \| \| \| \| |
|      | \| \| Сумчатые летяги (Petauridae) \| \| \| \| \| \| Кольцехвостые кускусы (Pseudocheiridae) \| \| \| \| |
|      | Сумчатые летяги (Petauridae)                                                                             |
|      | |
|      | Кольцехвостые кускусы (Pseudocheiridae)                                                                  |
|      | |

|  | Сумчатые летяги (Petauridae)            |
|  |                                         |
|  | Кольцехвостые кускусы (Pseudocheiridae) |
|  |                                         |

|  | Кускусовые (Phalangeridae)       |
|  |                                  |
|  | Карликовые поссумы (Burramyidae) |
|  |                                  |

|      | Мускусные кенгуру (Hypsiprymnodontidae)                                                     |
|      |                                                                                             |
| 17,9 | \| \| Кенгуровые крысы (Potoroidae) \| \| \| \| \| \| Кенгуровые (Macropodidae) \| \| \| \| |
|      | \| \| Кенгуровые крысы (Potoroidae) \| \| \| \| \| \| Кенгуровые (Macropodidae) \| \| \| \| |
|      | Кенгуровые крысы (Potoroidae)                                                               |
|      |                                                                                             |
|      | Кенгуровые (Macropodidae)                                                                   |
|      |                                                                                             |

|  | Кенгуровые крысы (Potoroidae) |
|  |                               |
|  | Кенгуровые (Macropodidae)     |
|  |                               |

|      | Хоботноголовые кускусы (Tarsipedidae)                                                                    |
|      | |
| 31,8 | \| \| Сумчатые летяги (Petauridae) \| \| \| \| \| \| Кольцехвостые кускусы (Pseudocheiridae) \| \| \| \| |
|      | \| \| Сумчатые летяги (Petauridae) \| \| \| \| \| \| Кольцехвостые кускусы (Pseudocheiridae) \| \| \| \| |
|      | Сумчатые летяги (Petauridae)                                                                             |
|      | |
|      | Кольцехвостые кускусы (Pseudocheiridae)                                                                  |
|      | |

|  | Сумчатые летяги (Petauridae)            |
|  |                                         |
|  | Кольцехвостые кускусы (Pseudocheiridae) |
|  |                                         |

|      | Хоботноголовые кускусы (Tarsipedidae)                                                                    |
|      | |
| 31,8 | \| \| Сумчатые летяги (Petauridae) \| \| \| \| \| \| Кольцехвостые кускусы (Pseudocheiridae) \| \| \| \| |
|      | \| \| Сумчатые летяги (Petauridae) \| \| \| \| \| \| Кольцехвостые кускусы (Pseudocheiridae) \| \| \| \| |
|      | Сумчатые летяги (Petauridae)                                                                             |
|      | |
|      | Кольцехвостые кускусы (Pseudocheiridae)                                                                  |
|      | |

|  | Сумчатые летяги (Petauridae)            |
|  |                                         |
|  | Кольцехвостые кускусы (Pseudocheiridae) |
|  |                                         |

|      | Мускусные кенгуру (Hypsiprymnodontidae)                                                     |
|      |                                                                                             |
| 17,9 | \| \| Кенгуровые крысы (Potoroidae) \| \| \| \| \| \| Кенгуровые (Macropodidae) \| \| \| \| |
|      | \| \| Кенгуровые крысы (Potoroidae) \| \| \| \| \| \| Кенгуровые (Macropodidae) \| \| \| \| |
|      | Кенгуровые крысы (Potoroidae)                                                               |
|      |                                                                                             |
|      | Кенгуровые (Macropodidae)                                                                   |
|      |                                                                                             |

|  | Кенгуровые крысы (Potoroidae) |
|  |                               |
|  | Кенгуровые (Macropodidae)     |
|  |                               |

|      | Хоботноголовые кускусы (Tarsipedidae)                                                                    |
|      | |
| 31,8 | \| \| Сумчатые летяги (Petauridae) \| \| \| \| \| \| Кольцехвостые кускусы (Pseudocheiridae) \| \| \| \| |
|      | \| \| Сумчатые летяги (Petauridae) \| \| \| \| \| \| Кольцехвостые кускусы (Pseudocheiridae) \| \| \| \| |
|      | Сумчатые летяги (Petauridae)                                                                             |
|      | |
|      | Кольцехвостые кускусы (Pseudocheiridae)                                                                  |
|      | |

|  | Сумчатые летяги (Petauridae)            |
|  |                                         |
|  | Кольцехвостые кускусы (Pseudocheiridae) |
|  |                                         |

|      | Хоботноголовые кускусы (Tarsipedidae)                                                                    |
|      | |
| 31,8 | \| \| Сумчатые летяги (Petauridae) \| \| \| \| \| \| Кольцехвостые кускусы (Pseudocheiridae) \| \| \| \| |
|      | \| \| Сумчатые летяги (Petauridae) \| \| \| \| \| \| Кольцехвостые кускусы (Pseudocheiridae) \| \| \| \| |
|      | Сумчатые летяги (Petauridae)                                                                             |
|      | |
|      | Кольцехвостые кускусы (Pseudocheiridae)                                                                  |
|      | |

|  | Сумчатые летяги (Petauridae)            |
|  |                                         |
|  | Кольцехвостые кускусы (Pseudocheiridae) |
|  |                                         |

|  | Вомбатовые (Vombatidae)    |
|  |                            |
|  | Коаловые (Phascolarctidae) |
|  |                            |

|  | Кускусовые (Phalangeridae)       |
|  |                                  |
|  | Карликовые поссумы (Burramyidae) |
|  |                                  |

|      | Мускусные кенгуру (Hypsiprymnodontidae)                                                     |
|      |                                                                                             |
| 17,9 | \| \| Кенгуровые крысы (Potoroidae) \| \| \| \| \| \| Кенгуровые (Macropodidae) \| \| \| \| |
|      | \| \| Кенгуровые крысы (Potoroidae) \| \| \| \| \| \| Кенгуровые (Macropodidae) \| \| \| \| |
|      | Кенгуровые крысы (Potoroidae)                                                               |
|      |                                                                                             |
|      | Кенгуровые (Macropodidae)                                                                   |
|      |                                                                                             |

|  | Кенгуровые крысы (Potoroidae) |
|  |                               |
|  | Кенгуровые (Macropodidae)     |
|  |                               |

|      | Хоботноголовые кускусы (Tarsipedidae)                                                                    |
|      | |
| 31,8 | \| \| Сумчатые летяги (Petauridae) \| \| \| \| \| \| Кольцехвостые кускусы (Pseudocheiridae) \| \| \| \| |
|      | \| \| Сумчатые летяги (Petauridae) \| \| \| \| \| \| Кольцехвостые кускусы (Pseudocheiridae) \| \| \| \| |
|      | Сумчатые летяги (Petauridae)                                                                             |
|      | |
|      | Кольцехвостые кускусы (Pseudocheiridae)                                                                  |
|      | |

|  | Сумчатые летяги (Petauridae)            |
|  |                                         |
|  | Кольцехвостые кускусы (Pseudocheiridae) |
|  |                                         |

|      | Хоботноголовые кускусы (Tarsipedidae)                                                                    |
|      | |
| 31,8 | \| \| Сумчатые летяги (Petauridae) \| \| \| \| \| \| Кольцехвостые кускусы (Pseudocheiridae) \| \| \| \| |
|      | \| \| Сумчатые летяги (Petauridae) \| \| \| \| \| \| Кольцехвостые кускусы (Pseudocheiridae) \| \| \| \| |
|      | Сумчатые летяги (Petauridae)                                                                             |
|      | |
|      | Кольцехвостые кускусы (Pseudocheiridae)                                                                  |
|      | |

|  | Сумчатые летяги (Petauridae)            |
|  |                                         |
|  | Кольцехвостые кускусы (Pseudocheiridae) |
|  |                                         |

|      | Мускусные кенгуру (Hypsiprymnodontidae)                                                     |
|      |                                                                                             |
| 17,9 | \| \| Кенгуровые крысы (Potoroidae) \| \| \| \| \| \| Кенгуровые (Macropodidae) \| \| \| \| |
|      | \| \| Кенгуровые крысы (Potoroidae) \| \| \| \| \| \| Кенгуровые (Macropodidae) \| \| \| \| |
|      | Кенгуровые крысы (Potoroidae)                                                               |
|      |                                                                                             |
|      | Кенгуровые (Macropodidae)                                                                   |
|      |                                                                                             |

|  | Кенгуровые крысы (Potoroidae) |
|  |                               |
|  | Кенгуровые (Macropodidae)     |
|  |                               |

|      | Хоботноголовые кускусы (Tarsipedidae)                                                                    |
|      | |
| 31,8 | \| \| Сумчатые летяги (Petauridae) \| \| \| \| \| \| Кольцехвостые кускусы (Pseudocheiridae) \| \| \| \| |
|      | \| \| Сумчатые летяги (Petauridae) \| \| \| \| \| \| Кольцехвостые кускусы (Pseudocheiridae) \| \| \| \| |
|      | Сумчатые летяги (Petauridae)                                                                             |
|      | |
|      | Кольцехвостые кускусы (Pseudocheiridae)                                                                  |
|      | |

|  | Сумчатые летяги (Petauridae)            |
|  |                                         |
|  | Кольцехвостые кускусы (Pseudocheiridae) |
|  |                                         |

|      | Хоботноголовые кускусы (Tarsipedidae)                                                                    |
|      | |
| 31,8 | \| \| Сумчатые летяги (Petauridae) \| \| \| \| \| \| Кольцехвостые кускусы (Pseudocheiridae) \| \| \| \| |
|      | \| \| Сумчатые летяги (Petauridae) \| \| \| \| \| \| Кольцехвостые кускусы (Pseudocheiridae) \| \| \| \| |
|      | Сумчатые летяги (Petauridae)                                                                             |
|      | |
|      | Кольцехвостые кускусы (Pseudocheiridae)                                                                  |
|      | |

|  | Сумчатые летяги (Petauridae)            |
|  |                                         |
|  | Кольцехвостые кускусы (Pseudocheiridae) |
|  |                                         |

|  | Кускусовые (Phalangeridae)       |
|  |                                  |
|  | Карликовые поссумы (Burramyidae) |
|  |                                  |

|      | Мускусные кенгуру (Hypsiprymnodontidae)                                                     |
|      |                                                                                             |
| 17,9 | \| \| Кенгуровые крысы (Potoroidae) \| \| \| \| \| \| Кенгуровые (Macropodidae) \| \| \| \| |
|      | \| \| Кенгуровые крысы (Potoroidae) \| \| \| \| \| \| Кенгуровые (Macropodidae) \| \| \| \| |
|      | Кенгуровые крысы (Potoroidae)                                                               |
|      |                                                                                             |
|      | Кенгуровые (Macropodidae)                                                                   |
|      |                                                                                             |

|  | Кенгуровые крысы (Potoroidae) |
|  |                               |
|  | Кенгуровые (Macropodidae)     |
|  |                               |

|      | Хоботноголовые кускусы (Tarsipedidae)                                                                    |
|      | |
| 31,8 | \| \| Сумчатые летяги (Petauridae) \| \| \| \| \| \| Кольцехвостые кускусы (Pseudocheiridae) \| \| \| \| |
|      | \| \| Сумчатые летяги (Petauridae) \| \| \| \| \| \| Кольцехвостые кускусы (Pseudocheiridae) \| \| \| \| |
|      | Сумчатые летяги (Petauridae)                                                                             |
|      | |
|      | Кольцехвостые кускусы (Pseudocheiridae)                                                                  |
|      | |

|  | Сумчатые летяги (Petauridae)            |
|  |                                         |
|  | Кольцехвостые кускусы (Pseudocheiridae) |
|  |                                         |

|      | Хоботноголовые кускусы (Tarsipedidae)                                                                    |
|      | |
| 31,8 | \| \| Сумчатые летяги (Petauridae) \| \| \| \| \| \| Кольцехвостые кускусы (Pseudocheiridae) \| \| \| \| |
|      | \| \| Сумчатые летяги (Petauridae) \| \| \| \| \| \| Кольцехвостые кускусы (Pseudocheiridae) \| \| \| \| |
|      | Сумчатые летяги (Petauridae)                                                                             |
|      | |
|      | Кольцехвостые кускусы (Pseudocheiridae)                                                                  |
|      | |

|  | Сумчатые летяги (Petauridae)            |
|  |                                         |
|  | Кольцехвостые кускусы (Pseudocheiridae) |
|  |                                         |

|      | Мускусные кенгуру (Hypsiprymnodontidae)                                                     |
|      |                                                                                             |
| 17,9 | \| \| Кенгуровые крысы (Potoroidae) \| \| \| \| \| \| Кенгуровые (Macropodidae) \| \| \| \| |
|      | \| \| Кенгуровые крысы (Potoroidae) \| \| \| \| \| \| Кенгуровые (Macropodidae) \| \| \| \| |
|      | Кенгуровые крысы (Potoroidae)                                                               |
|      |                                                                                             |
|      | Кенгуровые (Macropodidae)                                                                   |
|      |                                                                                             |

|  | Кенгуровые крысы (Potoroidae) |
|  |                               |
|  | Кенгуровые (Macropodidae)     |
|  |                               |

|      | Хоботноголовые кускусы (Tarsipedidae)                                                                    |
|      | |
| 31,8 | \| \| Сумчатые летяги (Petauridae) \| \| \| \| \| \| Кольцехвостые кускусы (Pseudocheiridae) \| \| \| \| |
|      | \| \| Сумчатые летяги (Petauridae) \| \| \| \| \| \| Кольцехвостые кускусы (Pseudocheiridae) \| \| \| \| |
|      | Сумчатые летяги (Petauridae)                                                                             |
|      | |
|      | Кольцехвостые кускусы (Pseudocheiridae)                                                                  |
|      | |

|  | Сумчатые летяги (Petauridae)            |
|  |                                         |
|  | Кольцехвостые кускусы (Pseudocheiridae) |
|  |                                         |

|      | Хоботноголовые кускусы (Tarsipedidae)                                                                    |
|      | |
| 31,8 | \| \| Сумчатые летяги (Petauridae) \| \| \| \| \| \| Кольцехвостые кускусы (Pseudocheiridae) \| \| \| \| |
|      | \| \| Сумчатые летяги (Petauridae) \| \| \| \| \| \| Кольцехвостые кускусы (Pseudocheiridae) \| \| \| \| |
|      | Сумчатые летяги (Petauridae)                                                                             |
|      | |
|      | Кольцехвостые кускусы (Pseudocheiridae)                                                                  |
|      | |

|  | Сумчатые летяги (Petauridae)            |
|  |                                         |
|  | Кольцехвостые кускусы (Pseudocheiridae) |
|  |                                         |

### Классификация
Ниже представлена классификация современных и вымерших двурезцовых сумчатых вплоть до семейств. Для рецентных семейств в квадратных скобках указаны количества родов, а также современных и недавно вымерших видов, согласно данным ASM Mammal Diversity Database (v. 1.10).
- Подотряд Vombatiformes[25]
  - † Семейство Thylacoleonidae — Сумчатые львы — поздний олигоцен — плейстоцен[26]
  - Инфраотряд Phascolarctomorphia
    - Семейство Phascolarctidae — Коаловые [ 1 / 1 / 0 ]

  - Инфраотряд Vombatomorphia
    - † Семейство Ilariidae — поздний олигоцен[27]
    - † Семейство Maradidae — поздний олигоцен; включает только род Marada[28]
    - † Семейство Wynyardiidae — поздний олигоцен — плиоцен[29]
    - † Надсемейство Diprotodontoidea
      - † Семейство Diprotodontidae — Дипротодонтовые — поздний олигоцен — плейстоцен[30]
      - † Семейство Palorchestidae — Сумчатые тапиры — верхний олигоцен — верхний плейстоцен[31]

    - Надсемейство Vombatoidea
      - † Семейство Mukupirnidae — поздний олигоцен; включает только род Mukupirna[25][32]
      - Семейство Vombatidae — Вомбатовые [ 2 / 3 / 0 ]
- Подотряд Phalangeriformes
  - † Семейство Ektopodontidae — поздний олигоцен — плейстоцен[33]
  - † Семейство Miminipossumidae — ранний/средний миоцен; включает только род Miminipossum[34]
  - † Семейство Miralinidae — поздний олигоцен — плиоцен[35]
  - Семейство Burramyidae — Карликовые поссумы [ 2 / 5 / 0 ]
  - Семейство Phalangeridae — Кускусовые [ 6 / 31 / 0 ]
- Подотряд Macropodiformes
  - Надсемейство Petauroidea
    - † Семейство Pilkipildridae — поздний олигоцен — плиоцен[36]
    - Семейство Pseudocheiridae — Кольцехвостые кускусы [ 6 / 20 / 0 ]
    - Семейство Petauridae — Сумчатые летяги [ 3 / 14 / 0 ]
    - Семейство Tarsipedidae — Хоботноголовые кускусы [ 1 / 1 / 0 ]
    - Семейство Acrobatidae — Перьехвостые кускусы [ 2 / 3 / 0 ]

  - Надсемейство Macropodoidea
    - † Семейство Balbaridae — поздний олигоцен — средний миоцен[37]
    - Семейство Hypsiprymnodontidae — Мускусные кенгуру [ 1 / 1 / 0 ]
    - Семейство Potoroidae — Кенгуровые крысы [ 4 / 8 / 4 ]
    - Семейство Macropodidae — Кенгуровые [ 13 / 63 / 4 ]

По данным молекулярной генетики, двурезцовые формируют монофилетическую группу со всеми остальными австралазийскими сумчатыми, известную как Eomarsupialia или Euaustralidelphia. Оставшиеся три отряда австралазийских сумчатых — сумчатые кроты (Notoryctemorphia), хищные сумчатые (Dasyuromorphia) и бандикуты (Peramelemorphia) — входят в кладу Agreodontia, сестринскую по отношению к двурезцовым.
Хотя в целом отряд двурезцовых неплохо изучен, все ещё удаётся находить новые виды. В Австралии в начале 1980-х были описаны два новых вида: Potorous longipes и Petrogale persephone. В конце 1980-х и начале 1990-х на Новой Гвинее и северных Молуккских островах были открыты четыре вида Phalanger matanim, Dendrolagus scottae, Dendrolagus mbaiso, Phalanger alexandrae. Кроме того, в конце XX века были найдены популяции трёх видов двурезцовых, считавшихся вымершими.

## Питание

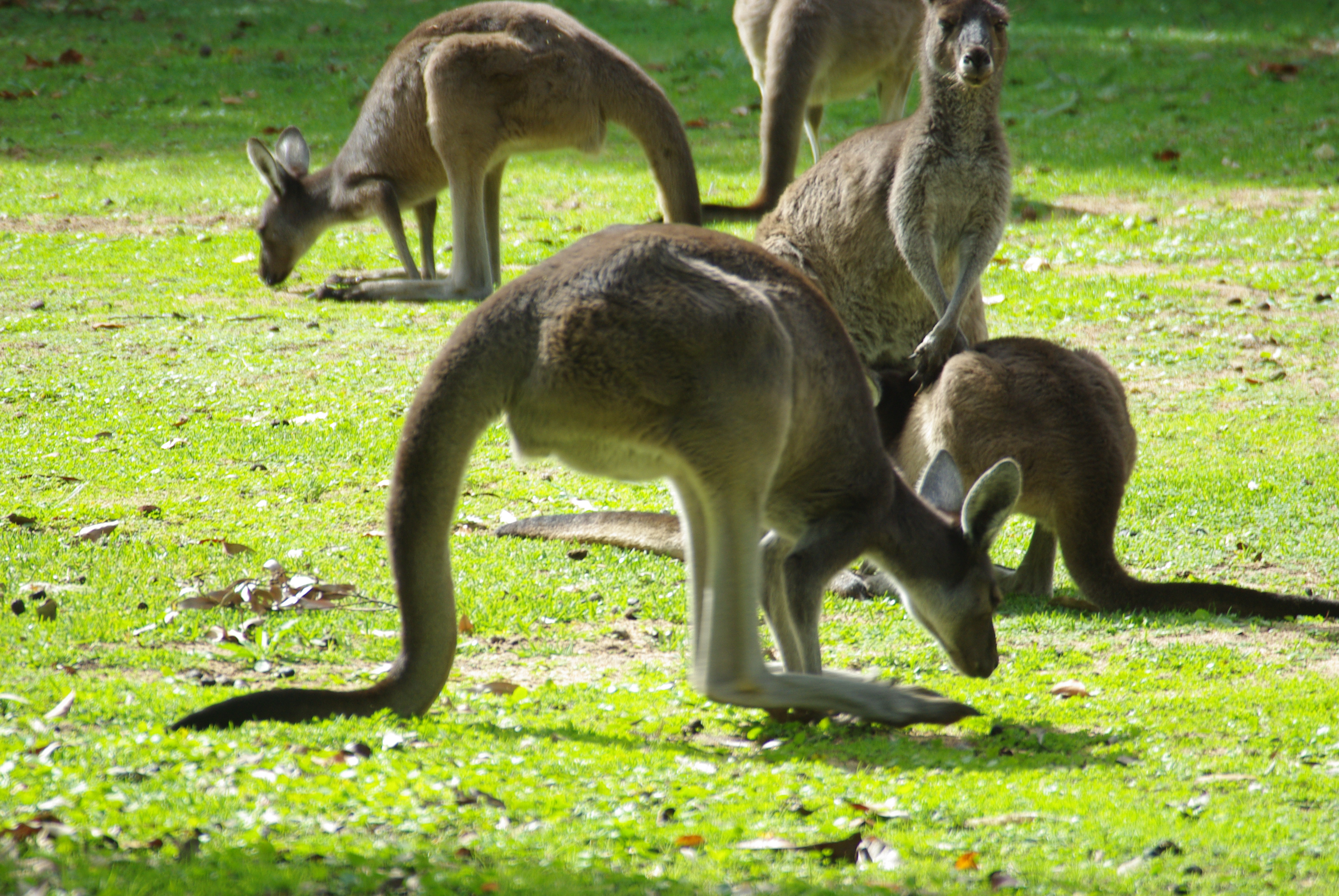
Западные серые кенгуру пасутся на лужайке

Двурезцовые эволюционировали как травоядные, такими они преимущественно остались и сейчас. Даже те виды, которые сейчас не питаются растительной пищей, происходят от травоядных предков. Австралия является старым континентом, на котором очень давно не было значительной геологической активности, поэтому её почвы достаточно бедны минеральными веществами, а флора, соответственно, тоже бедная. Поэтому травоядные должны были приспособиться к подобным неблагоприятным условиям. У многих видов двурезцовых пищеварительный тракт увеличен или продлён, для того чтобы лучше переваривать пищу и извлекать из неё максимум полезного — это позволяет им питаться травой и листьями с низкой пищевой ценностью. Например, кенгуру едят заметно меньше, чем овца или иное плацентарное сопоставимого с ними размера. В дополнение к этому двурезцовые приспособились максимально экономить энергию — например коалы, что едят эвкалиптовые листья, спят по двадцать часов в день. Коалы и вомбаты также экономят энергию, прогреваясь на солнце — подход более привычный для холоднокровных животных. Играет свою роль и пониженный метаболизм сумчатых по сравнению с плацентарными.
Некоторые виды данного отряда являются всеядными и дополняют свою растительную пищу насекомыми, червями, мелкими позвоночными — в целом мясная пища для таких животных является не столько источником калорий, сколько протеина. И лишь некоторые мелкие виды являются настоящими насекомоядными. Животные вида Tarsipes rostratus, наоборот, питаются пыльцой и нектаром цветов.

## Поведение
Двурезцовые преимущественно сумеречные или ночные животные. Лишь кенгуровая мускусная крыса (Hypsiprymnodon moschatus) из Квинсленда ведёт исключительно дневной образ жизни, а некоторые из представителей отряда, обитающие в густых лесах, активны как днём, так и ночью. Некоторые ночью пасутся на открытых участках, а днём возвращаются под крону деревьев. В целом большинство видов не являются строго ночными животными и вполне могут быть активными и днём, особенно в тени. Да и некоторые ночные виды после холодной ночи могут утром вылезти погреться на солнце. Вообще, прогревание на солнце является важной частью стратегии энергосбережения для некоторых видов, таких как коалы и вомбаты. Это связано с низкокалорийными кормами, которыми питаются эти животные и пониженным метаболизмом сумчатых по сравнению с плацентарными.
Уникальным среди двурезцовых считается вид Burramys parvus (горный кускус) — единственное сумчатое, которое впадает в спячку зимой и проводит в ней около полугода. Однако некоторые другие виды могут впадать в спячку в случае недостатка корма или резкого снижения температуры, например Tarsipes rostratus или Acrobates pygmaeus.
Двурезцовые в целом ведут одиночный образ жизни. Даже когда они собираются в группы, у них не наблюдается никакой сложной социальной жизни. Кенгуру сбиваются в стада, которые, однако, не имеют ни четкой иерархии, никаких признаков сотрудничества. Самцы обычно доминируют над самками, но это обычно никак не выражается, а проявляется лишь во время спаривания. Самцы также более мобильны, они чаще меняют стада, в то время как самки часто остаются в материнской группе. Как уже упоминалось, никакого специального сотрудничества в таких стадах нет, но само пребывание среди других представителей своего вида повышает безопасность особи, поскольку врага могут заметить другие.
Несмотря на то, что вомбаты посещают норы друг друга, никаких групп они не образуют. Коалы часто объедают одно и то же дерево, но делают это в разное время. Лишь один из видов вомбатов образует большие группы, до полусотни голов, живущих в соединённых между собой норах.
Среди двурезцовых есть животные как с постоянными участками и жильем, так и кочевники. Большинство видов крупных кенгуровых является полукочевыми, особенно это касается крупнейшего из них — большого рыжего кенгуру, который в случае необходимости может преодолеть более 300 километров в поисках воды и корма. Валлаби не такие подвижные. Хотя никто из кенгуровых не строит себе логово, зато маленькие кенгуру подыскивают для отдыха хорошо затененные места в зарослях кустарников. В некоторых местностях, особенно в случае недостатка воды, животные жёстко конкурируют между собой. Кенгуровые крысы строят логова из травы и листьев, которые прячут в густых зарослях. Вомбаты же роют себе глубокие норы.
Древесные виды двурезцовых в большинстве своём делают себе гнезда. Многие виды использует гнезда, сделанные птицами или другими видами млекопитающих, а также дупла, полые стволы и др. В отличие от птиц, древесные двурезцовые используют гнезда не для вскармливания потомства, а для отдыха, поэтому строят их для себя как самки, так и самцы, при этом обычно на своей территории животное имеет несколько гнезд.

## Размножение

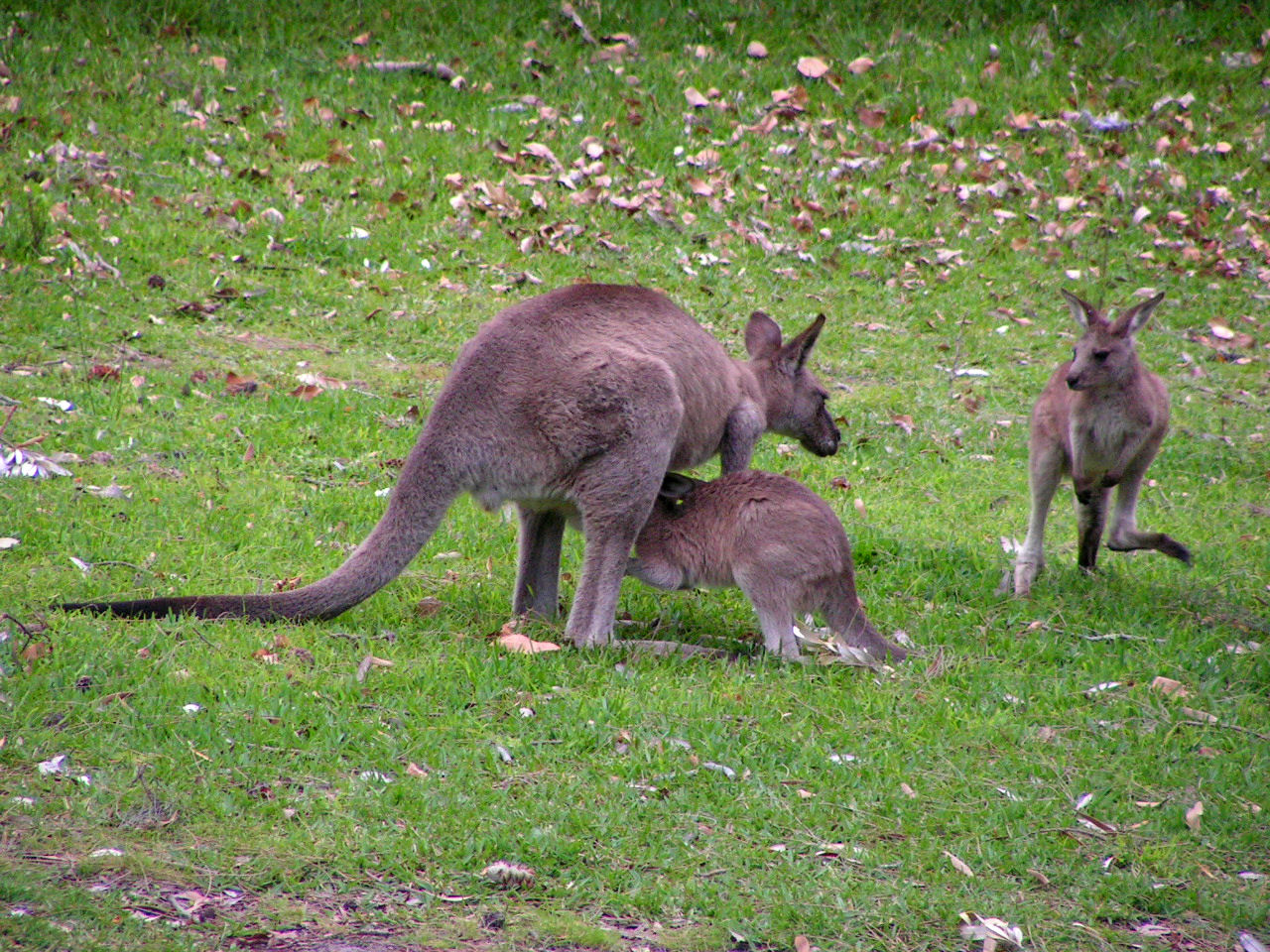
Большой детёныш гигантского кенгуру, который уже не влезает в сумку, все равно ещё подпитывается материнским молоком. Вероятно, в сумке сейчас на втором соске уже висит следующий малыш, но его не видно

Как и все сумчатые, двурезцовые имеют удвоенные половые органы; так, у самок два влагалища и две матки, а у самцов двойные пенисы. Родовые каналы в большинстве сумчатых временные и закрываются после родов, но у кенгуровых и у медовых кускусов они постоянны.
У двурезцовых типичная для сумчатых короткая беременность продолжительностью от 2 недель до месяца. Детёныш рождается очень маленьким и недоразвитым. После рождения малыш ползет в сумку к матери, где прочно прикрепляется к одному из сосков — после того, как детёныш захватывает его ртом, сосок разбухает и заполняет полость рта. Детёныш не может контролировать поток молока самостоятельно и прочно прикреплен к соску, пока не вырастет достаточно, чтобы двигаться самостоятельно. Если родилось больше детёнышей, чем сосков у матери, то выживают только те, которые успели их занять. Детёнышей рождается у большинства двурезцовых немного — один или два. Только у горных кускусов может быть и до восьми, но поскольку сосков у них только четыре, то все остальные погибают.
У многих двурезцовых наблюдается такое интересное явление, как эмбриональная диапауза. Беременность у сумчатых настолько короткая, что она не прерывает обычного цикла эструса. Поэтому после рождения первого малыша самки быстро беременеют вновь, но пока сумка занята, развитие эмбриона не идёт дальше первых стадий. Однако, как только рождённый детёныш погибает, покидает или почти покидает сумку, развитие эмбриона продолжается. Вследствие этого у некоторых видов время, когда сумка свободная, может составлять один день, а у других в сумке могут соседствовать детёныши разного возраста. Интересно, что в последнем случае молоко в разных сосках, из которых кормятся такие детёныши, разное по химическому составу. Фактически при явлении эмбриональной диапаузы самки почти всё время беременны, однако учитывая размер зародышей, это не является для их организма сколько-нибудь существенной нагрузкой. Механизм эмбриональной диапаузы регулируется теми же гормонами, которые отвечают за лактацию.
Прежде, чем молодёжь вырастает достаточно, чтобы самостоятельно двигаться, проходит от нескольких недель до нескольких месяцев. Многие виды продолжают кормить своих детёнышей и после их выхода из сумки. Вомбаты и кускусы ещё некоторое время продолжают носить детёнышей на спине. Обычно проходит несколько месяцев после выхода из сумки, прежде, чем животные окончательно станут самостоятельными и покинут мать.
Большинство двурезцовых достаточно долгоживущие животные — продолжительность жизни в мелких видов варьирует от 6 до 14 лет, а у вомбатов и крупных кенгуру составляет около 20 лет.

## Взаимодействие с человеком
Поскольку двурезцовые — крупнейшая и самая разнообразная группа сумчатых, они имеют немалое хозяйственное и иное значение для людей. Во-первых, двурезцовые, преимущественно кенгуру, до сих пор является важным объектом охоты ради мяса и меха. Кожа кенгуру очень мягкая, она не очень прочная, но эластичная и приятная на ощупь. О масштабах охоты свидетельствует тот факт, что в Австралии ежегодно выдается до двух миллионов разрешений на отстрел кенгуру, а их мясо экспортируется в другие страны. В своё время важным объектом пушного промысла также были коалы, однако с 1930-х годов их взяли под охрану. Ради меха охотились, а отчасти и до сих пор охотятся и на другие виды.
Во-вторых, двурезцовые часто выступают конкурентами домашнему скоту — быстрые и выносливые кенгуру, приспособленные к бедным питательными веществами австралийским растениям, выигрывают конкуренцию за пастбища с овцами. Расчищая заросли кустов под пастбища и создавая места для водопоя скота в пустынной местности, люди в значительной степени создали дополнительную благоприятную среду для некоторых видов кенгуру. Кроме того, изменение природных ландшафтов на агроценозы значительно сократило экологические ниши многих видов. Например, если большой рыжий кенгуру выиграл от расчистки кустарника, то численность многих мелких видов кенгуру, так называемых валлаби, наоборот, значительно сократилась.

Крупнейшее сумчатое всех времен Diprotodon в сравнении с человеком

Не следует также забывать, что до прихода в Австралию людей существовало значительно больше семейств и видов двурезцовых, чем сейчас, причём среди них были крупнейшие в истории сумчатые размером с носорога и крупные хищники размером с львицу, а также трёхметровые кенгуру. Практически все действительно большие двурезцовые были истреблены людьми вследствие или неконтролируемой охоты, или же из-за изменения ландшафта, поскольку одним из распространённых способов охоты были поджоги. Анализ остатков пыльцы и семян свидетельствует, что на протяжении тысячелетий со времени появления на континенте людей картина распространённости большинства видов степных трав и многих других растений кардинально изменилась.